# Juan Bautista de San Miguel
Venerable Juan Bautista de San Miguel Arcángel C.P. (Ovada, 4 de abril de 1695 -  Roma, 30 de agosto de 1765) fue un sacerdote y monje  italiano cofundador de la Congregación de la Pasión más conocida como Pasionistas,  su nombre real fue Juan Bautista  Danei Massari.

## Biografía
Nació en Ovada el 4 de abril de 1695, un año después de su hermano Pablo de la Cruz. Vivió el mismo ambiente familiar y fue con su hermano "un solo corazón y una sola alma". Como un niño a punto de ahogarse junto con su hermano, pero fue salvado milagrosamente por la Virgen María de ahogarse en el río Tanaro . Ellos oraron juntos, haciendo penitencia juntos, entraron en consejo y conformaron su estilo de vida; eran realmente inseparables.
Cuando Pablo fue a Roma solo para ir al Papa para pedir la aprobación de la regla de " institución que se sintió inspirado para fundar, Juan el Bautista dijo:" Debe ser así pero no se puede estar de pie o tener paz sin mí."
El 28 de noviembre de 1721 que también llevaba el vestido de un ermitaño como Pablo. Los dos hermanos se retiraron en la ermita de Santo Stefano, en Castellazzo Bormida. Luego se fueron en la ermita de la Anunciada en el Argentario, donde permanecieron durante unos meses.
Se movían en Gaeta, Itri, Nápoles, Foggia. En 1726 se inició la asistencia al hospital de San Gallicano en Roma. El 7 de junio de 1727 sacerdotes furoro ordenados en la basílica del Vaticano por el Papa Benedicto XIII.
En febrero de 1728 salieron del hospital y regresaron en el Monte Argentario, en la ermita de San Antonio. Privados de todo, completamente confiado a la providencia de Dios, guiada por el Espíritu Santo. Eran dos en uno.
Juan Bautista dirigió los trabajos para la construcción de la primera casa religiosa de la congregación cerca de su ermita. Él buscó y encontró milagrosamente un manantial de agua que se necesita para el nuevo edificio, el arcángel Michael apareció para proteger el nuevo edificio por algunos alborotadores vinieron de noche para destruirlo.
Fue uno de los pilares de la congregación, pero logró permanecer en las sombras.
Era un hombre de profunda oración contemplativa, llena de virtudes, culto, conocedor y experto en bienes de la Santa Escritura.
La Biblia siempre fue su comida desde una edad temprana, el objeto cotidiano de sus meditaciones. La conocía tan bien, y citó los pasos según sea apropiado y con tanta precisión como para entender muy bien que él tenía una posesión completa y sobre todo sabía de memoria.
Todo fue un asesor prudente y segura. Pablo mismo lo eligió para su guía espiritual y lo tuvo como una ayuda valiosa en los momentos más difíciles de la vida de la joven congregación.
Con la dirección espiritual del Fundador puede decir que Juan el Bautista era una verdadera guía para toda la nueva congregación, una verdadera cofundador y como tal fue reconocido.
A su muerte, Pablo dirá: "me quedé huérfano y solo, sin un padre que me va a corregir ahora ¿Quién me avisará de mis defectos.??" ".
Su penitencia era admirable; pero lo que era austero e inflexible consigo mismo, era tan amable y atento a los demás, como una madre muy cariñosa.
Fue un celoso apóstol, digno imitador de su hermano santo, que acompañó en los viajes apostólicos, en particular, en la predicación de ejercicios espirituales y misiones populares . Valiente y directa, que no conoció el respeto humano. En la predicación atendidos en particular todos los sacerdotes, religiosos y religiosas.
Tenía el don de éxtasis y el don de las lágrimas , que descendía pesada en sus ojos por la ternura ante el crucifijo, y la dureza de los corazones que no se abran a su amor.
En 1744 fue nombrado Superior de la nueva casa de San Ángel en Vetralla (VT); Él permanecerá allí durante toda la vida cuidando de la educación de los jóvenes.
Desde 1747 forma continua ocupó su cargo de Consultor General. Él viajó como misionero apostólico Lazio, Toscana, Umbría, hablar con los hombres de su tiempo con la palabra, pero sobre todo con el ejemplo.
En julio de 1765 contrajo una dolencia aparentemente menor, pero inmediatamente tuvo la sensación de que esto llevaría a la muerte; Pablo también durante la celebración de la misa fue la revelación de la inminente muerte de su hermano.
Ella le ayudó con el cuidado y la bondad. El 27 de agosto, recibió el Viático; Bendijo el fundador y la congregación y entró en agonía.
El viernes 30 de agosto de 1765 al 22 de Juan el Bautista que murió rodeado por la comunidad religiosa que cantó la Salve cantada por su hermano Pablo, con el corazón roto, pero lleno de esperanza para la paz eterna de su hermano.
Después de su muerte se hablaba de gracias y milagros obtenidos por su intercesión en contacto con objetos que pertenecieron a él.
El entorno familiar y el Espíritu Santo son una buena combinación para los dos hermanos Pablo y Juan Bautista Danei.

## Controversias
Su cuerpo fue escondido durante la ocupación francesa de los Estados Pontificios ; el lugar se mantuvo en secreto y aún hoy no se sabe dónde está enterrado. Muy probablemente, en que se unió con los restos de otros religiosos en la confusión de la cripta de la iglesia de Sant'Angelo en Vetralla. Después de la invasión napoleónica y la restauración de la congregación religiosa en 1816 que habían tomado medidas para ocultar lo que ya habían desaparecido.
Fue declarado Venerable por Pío XII en 7 de agosto de 1940 .